# Effetto Oberth
In astronautica, un flyby potenziato, o manovra di Oberth, è una manovra in cui un veicolo spaziale cade in un pozzo gravitazionale e quindi accelera mentre cade, ottenendo così una velocità aggiuntiva. La manovra risultante è un modo più efficiente per ottenere energia cinetica rispetto all'applicazione dello stesso impulso all'esterno di un pozzo gravitazionale. Il guadagno in termini di efficienza è spiegato dall'effetto Oberth, in cui l'uso di un motore a velocità più elevate genera una maggiore energia meccanica rispetto all'uso a velocità più basse. In termini pratici, ciò significa che il metodo più efficiente dal punto di vista energetico per un veicolo spaziale per azionare il suo motore è al più basso periapside orbitale possibile, quando la sua velocità orbitale (e quindi la sua energia cinetica) è massima.  In alcuni casi, vale anche la pena spendere carburante per rallentare il veicolo spaziale in un pozzo gravitazionale per sfruttare le efficienze dell'effetto Oberth.  La manovra e l'effetto prendono il nome da Hermann Oberth, un fisico tedesco di origine austro-ungarica e fondatore della moderna razzotecnica, che li descrisse per la prima volta nel 1927.
L'effetto Oberth è più forte in un punto in orbita noto come periapside, dove il potenziale gravitazionale è più basso e la velocità è più alta. Questo perché azionare un motore a razzo ad alta velocità provoca un cambiamento maggiore nell'energia cinetica rispetto a quando viene azionato a bassa velocità. Poiché il veicolo rimane vicino al periapside solo per un breve periodo, affinché la manovra di Oberth sia più efficace, il veicolo deve essere in grado di generare il maggior impulso possibile nel minor tempo possibile. Di conseguenza, la manovra di Oberth è molto più utile per i motori a razzo ad alta spinta come i razzi a propellente liquido, e meno utile per i motori a reazione a bassa spinta come gli propulsori a ioni, che impiegano molto tempo per guadagnare velocità. L'effetto Oberth può anche essere usato per comprendere il comportamento dei razzi multistadio: lo stadio superiore può generare energia cinetica molto più utilizzabile rispetto all'energia chimica totale dei propellenti che trasporta.
L'effetto Oberth si verifica perché il propellente ha più energia utilizzabile a causa della sua energia cinetica oltre alla sua energia potenziale chimica ed è quindi in grado di impiegare questa energia cinetica per generare più potenza meccanica.